# 熊野田村
熊野田村（くまのだむら）は、かつて大阪府にあった村。古くは熊野代とも表記された。花山上皇が紀州熊野三山を模した寺を建て、山号を熊野代山と称した。かつての摂津国豊島郡の一地域で、現在の豊中市の赤阪、旭丘、東泉丘、西泉丘などの東部を村域とした。

## 略歴
- 1401年（応永8年） 古文章の「春日社領垂水西牧田数帳」に「熊野田村 拾町 公田定」と村の存在が記述された項目が出てくる。
- 1594年（文禄3年） 9月の豊臣秀吉による太閤検地の際、「豊島郡熊野田村御検地帳写」には「村高429石 家数138」と書かれた記述がみられる。
- 1605年（慶長10年） 「摂津国絵図」に村の記述がみられる。
- 1818年（文政元年）頃 漢方医の石丸周吾によって私立の精神科診療所「石丸癲狂院」（後の石丸病院、第二次世界大戦中に閉院）が開院[1]。
- 1889年（明治22年）4月1日 町村制施行により、豊島郡熊野田村（町村制）が発足。
- 1896年（明治29年）4月1日 郡の統合により豊能郡が成立。
- 1936年（昭和11年）10月15日 豊中町、麻田村、桜井谷村と合併して、豊中市となる。
  - 熊野田村は町村制施行時、単独施行につき大字が編成されなかったことから、以降約20年間、旧 熊野田村域は豊中市の大字無しの地区となる。
- 1956年（昭和31年） 豊中市熊野町の起立により熊野の名が復活。

## 周辺
- 豊中市立熊野田小学校 - 町内で唯一熊野田村の「熊野田」の名残を受け継いでいる。
- 天竺川